# آسیاب آردساز

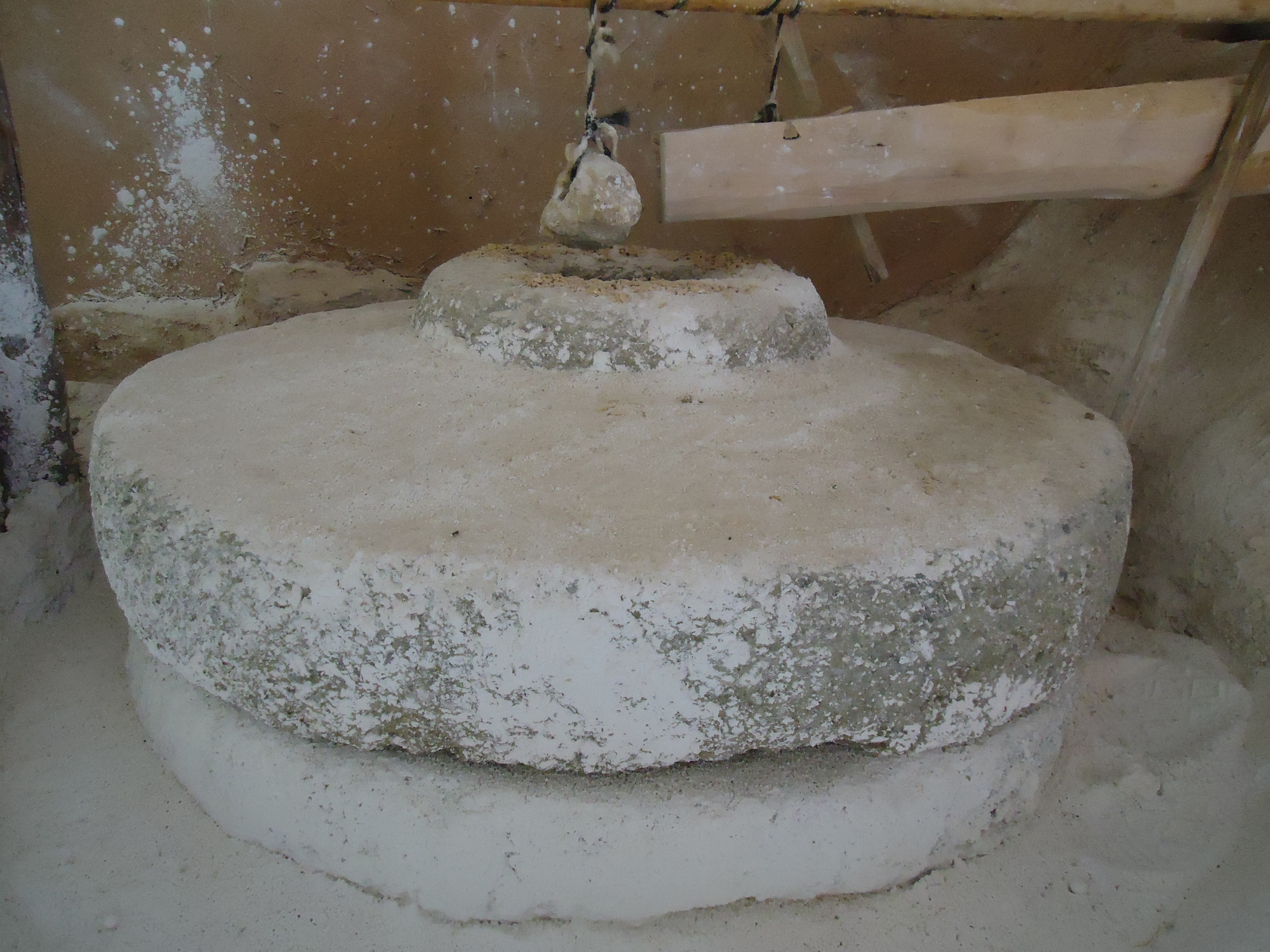
نمایی از یک آسیاب در قلعه والی ایلام

آسیاب یا به عبارت درست‌تر آس وسیله‌ای بوده‌است که در گذشته برای خرد کردن دانه‌هایی مانند گندم از آن استفاده می‌شده‌است.
آسیاب دارای دو سنگ آسیاب است که یک سنگ ثابت و سنگ دیگر متحرک است. با حرکت سنگ دوم دانه‌هایی که توسط روزنی بین این دو سنگ هدایت شده‌اند، خرد می‌شوند. برای حرکت دادن سنگ متحرک از نیروی انسان، حیوانات، آب یا باد استفاده می‌شده‌است. به آسیاب‌هایی که برای حرکت از نیروی آب استفاده می‌کنند، آسیاب آبی و به آن‌هایی که از نیروی باد استفاده می‌کنند، آسیاب بادی گفته می‌شود.
فضای اصلی آسیاب‌ها در دل زمین قرار دارد و بخش نمایان آن اندک است و به نورگیرها و ورودی‌ها محدود می‌شود. محل‌های نگهداری جوال گندم یا آرد و محل استراحت آسیابان نیز جزئی از فضای آسیاب محسوب می‌شود. در فصل گرما، تنوره آسیاب‌ها محلی برای آب‌تنی جوانان بوده و هست.
ایران یکی از کشورهایی است که در آن قدیمی‌ترین آسیاب‌ها وجود دارند ولی توجهی به نگهداری آن‌ها صورت نمی‌گیرد. به‌طور نمونه در شهر میبد نمونه‌های فراوانی آسیاب وجود داشته‌است که بسیاری از آن‌ها تخریب شده‌اند و تنها برخی از آنان هنوز هم موجودند که از میان آن‌ها می‌توان به آسیاب سنگ سیاه، آساب بیده، آسیاب کچلک، آسیاب بفروئیه، آسیاب ده آباد، آسیاب امیری، آسیاب باغستان و آسیاب کوچک اشاره کرد.
در کشور هلند آسیاب‌های بادی قدیمی، سالانه تعداد زیادی بازدیدکننده دارند.

## نگارخانه

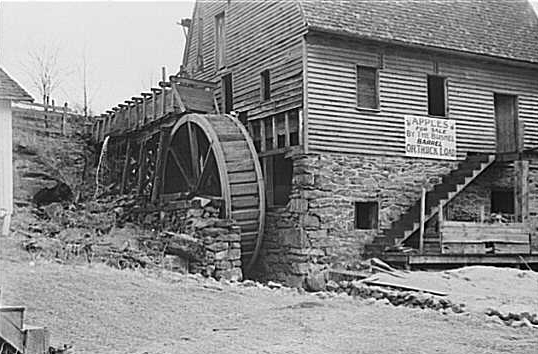
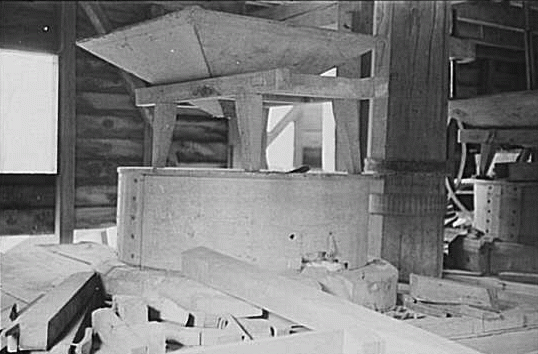
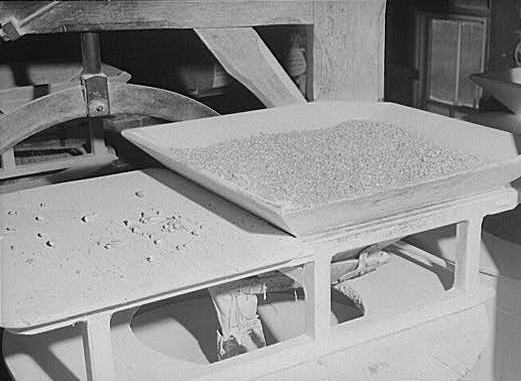
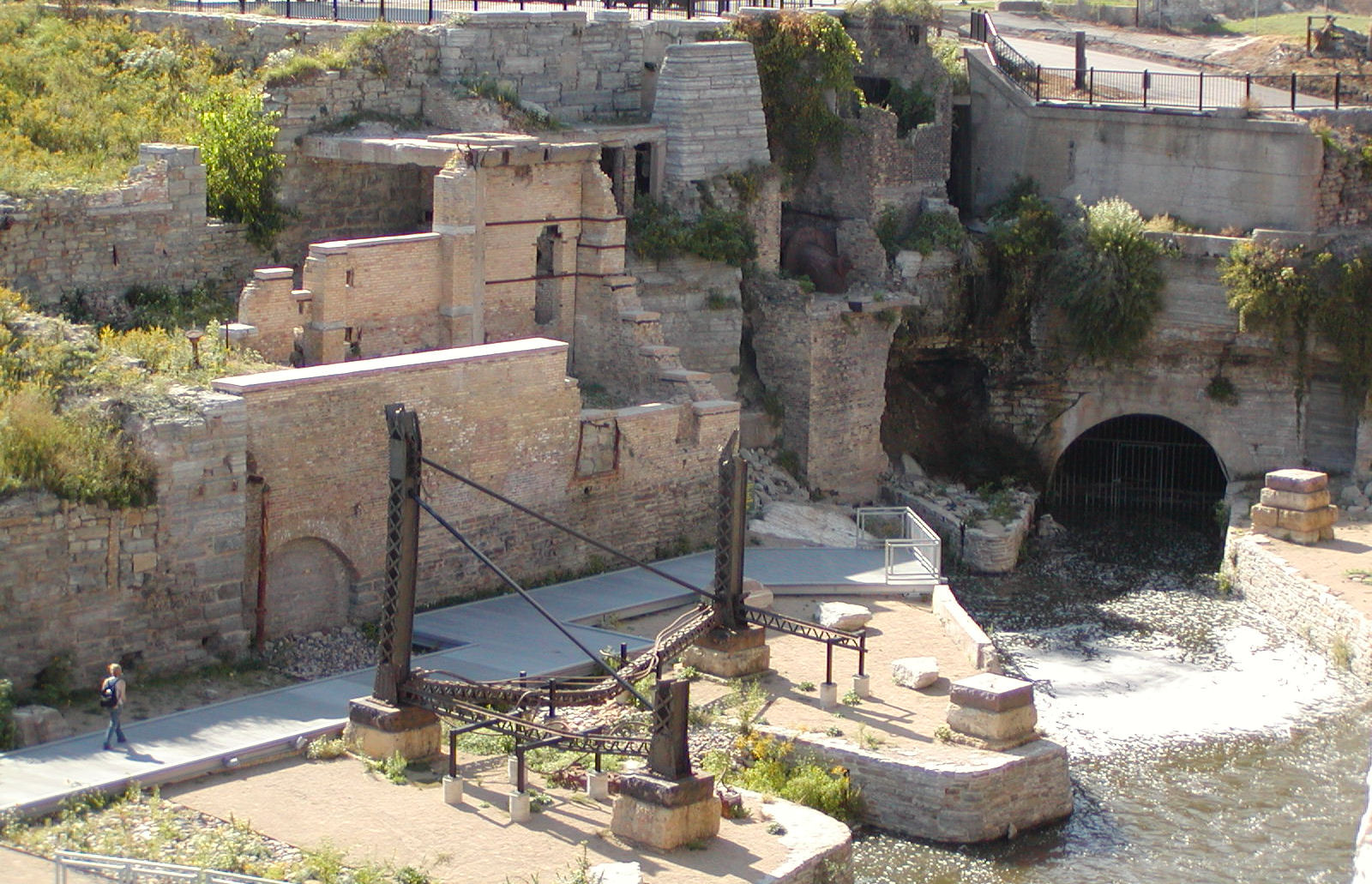
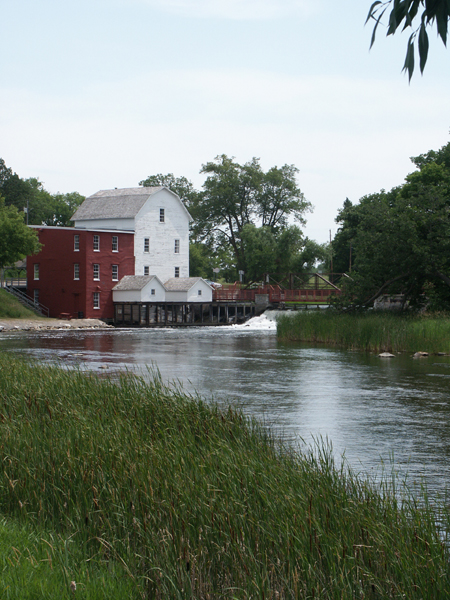
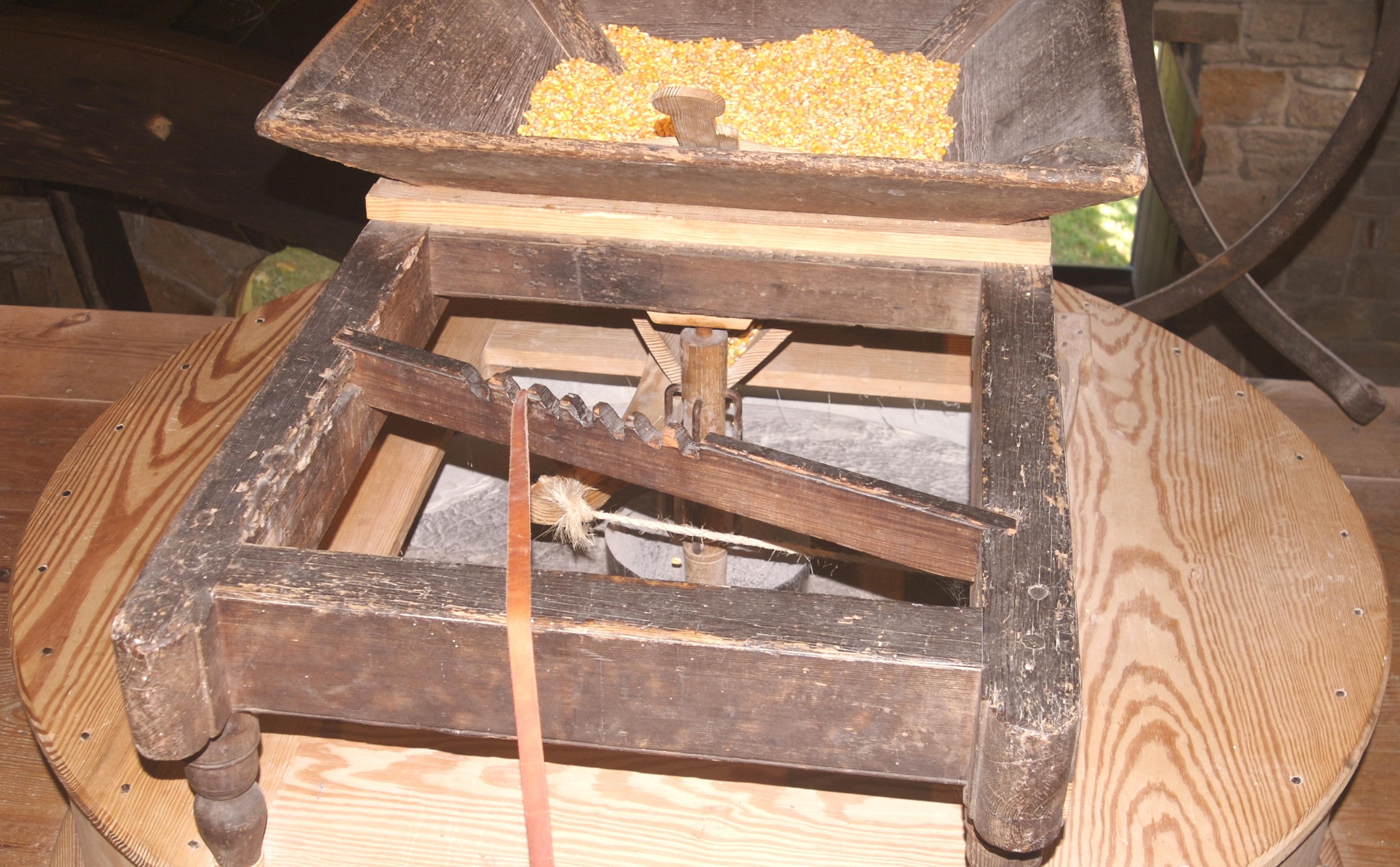
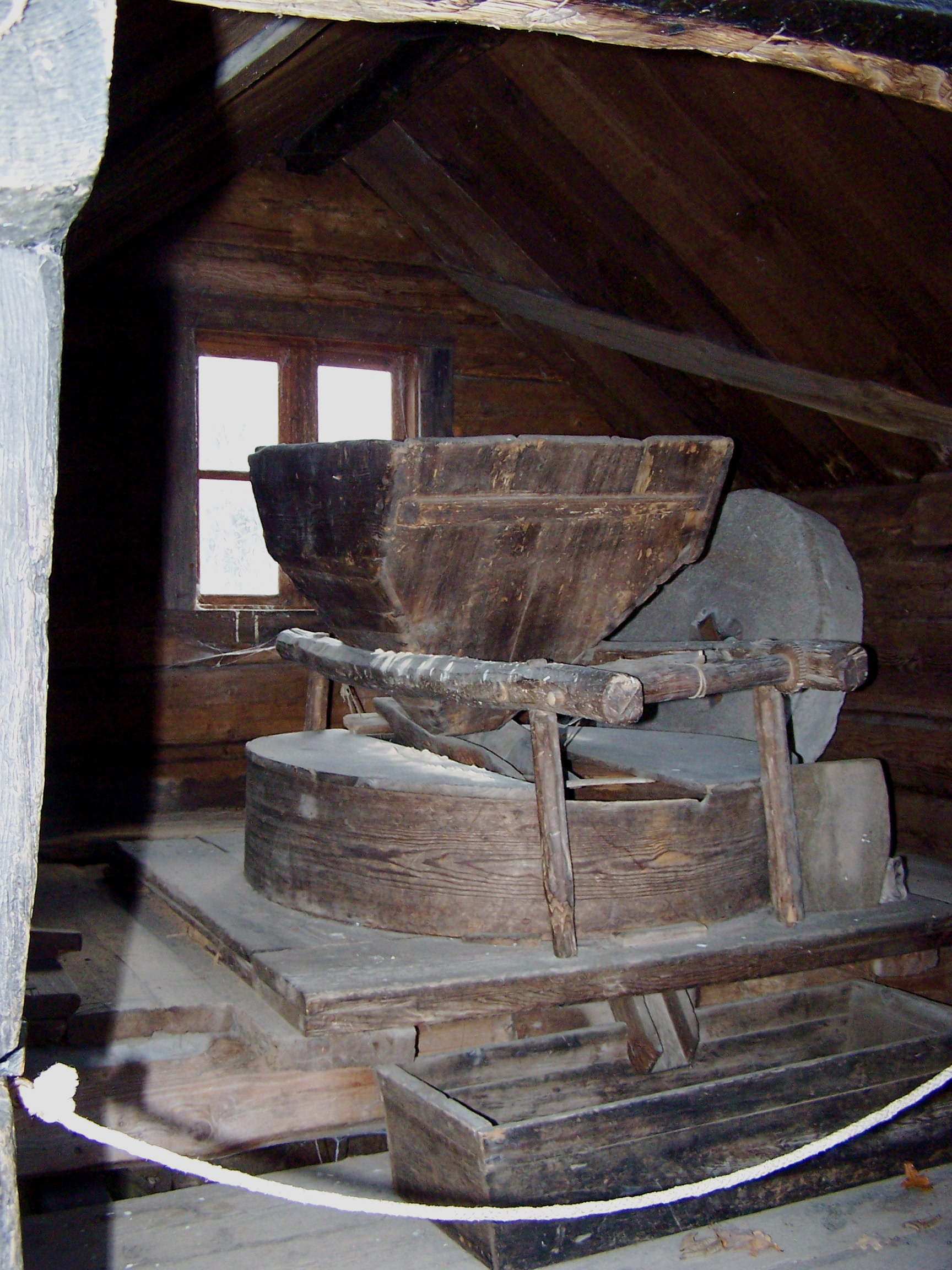
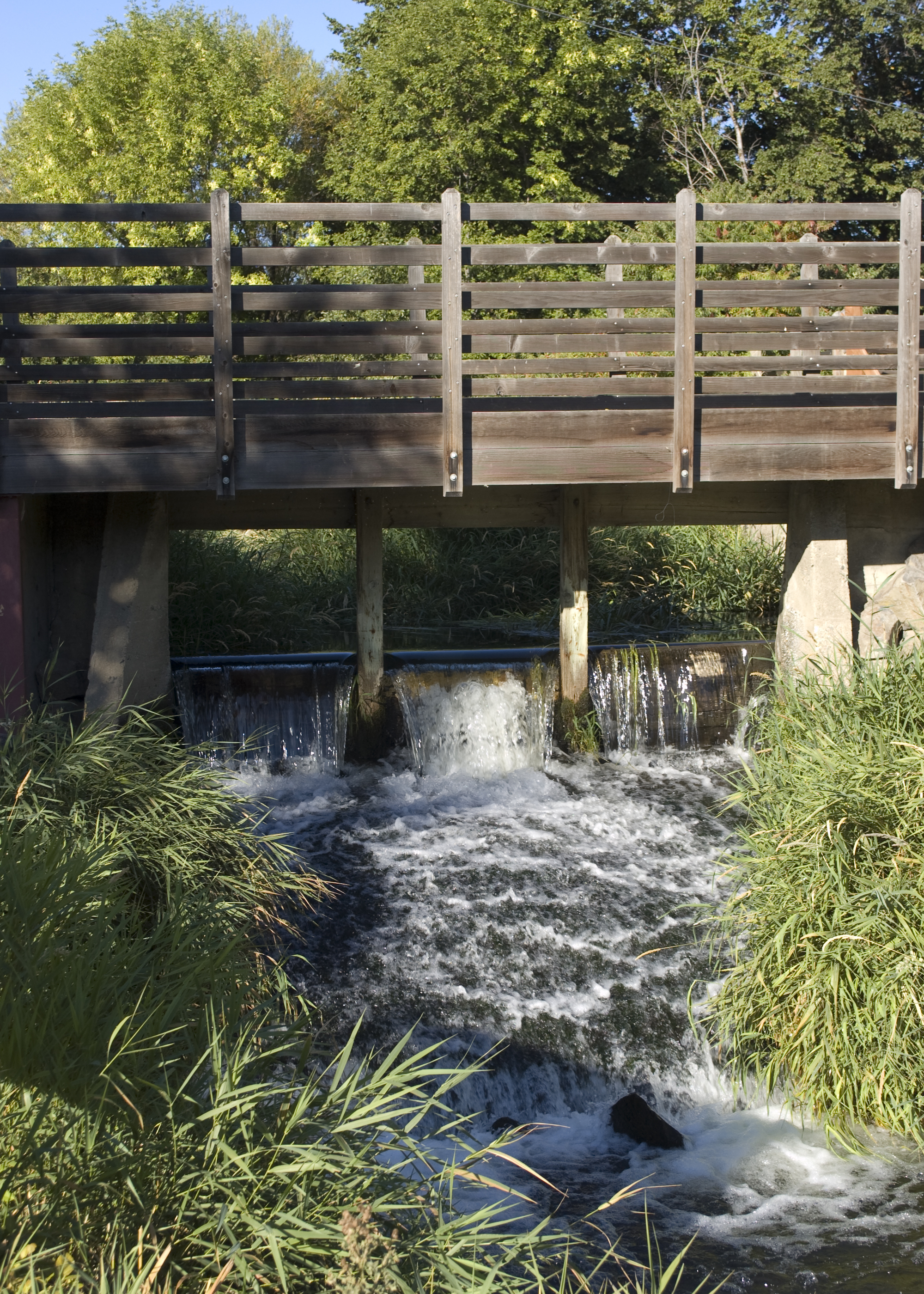
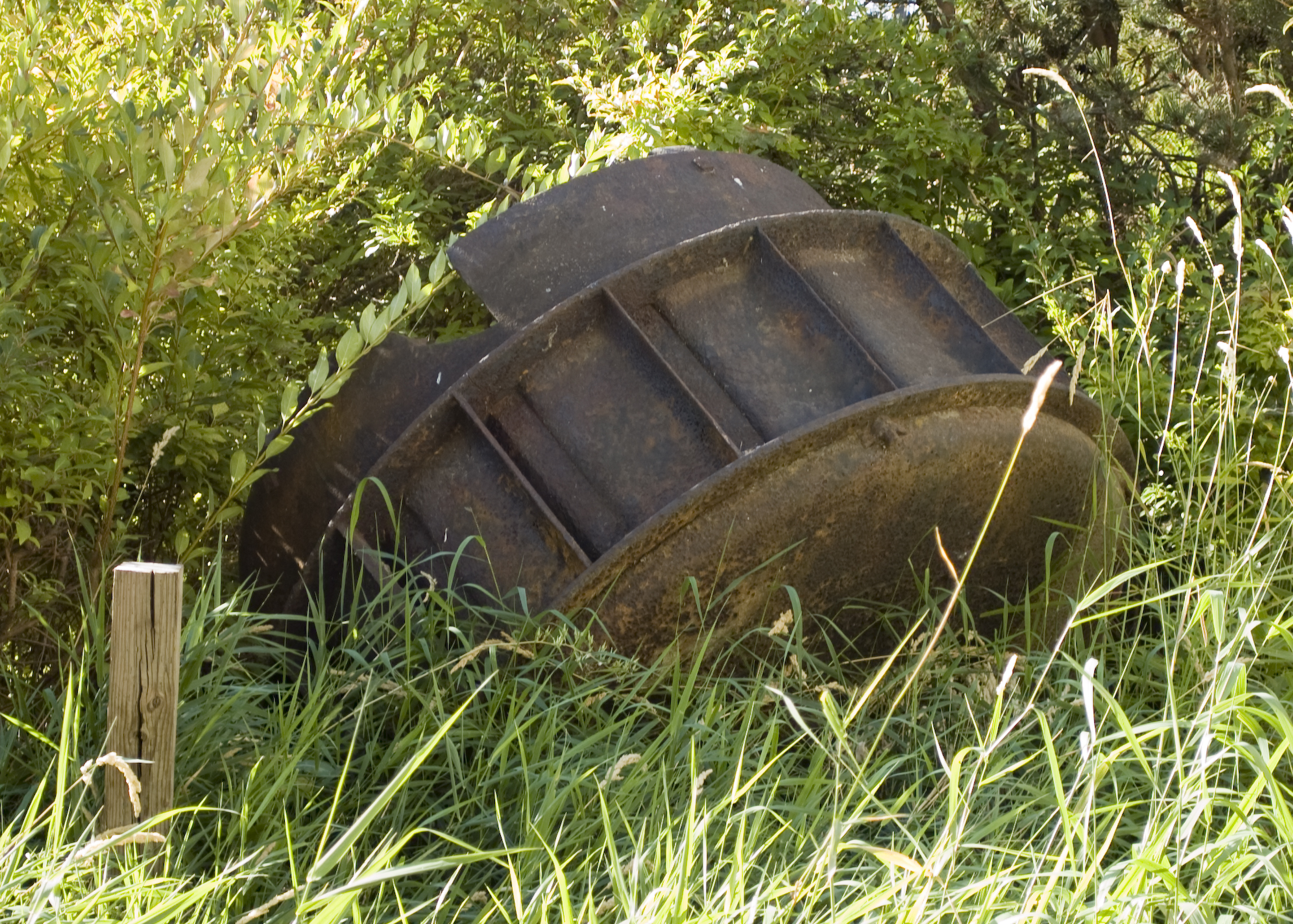
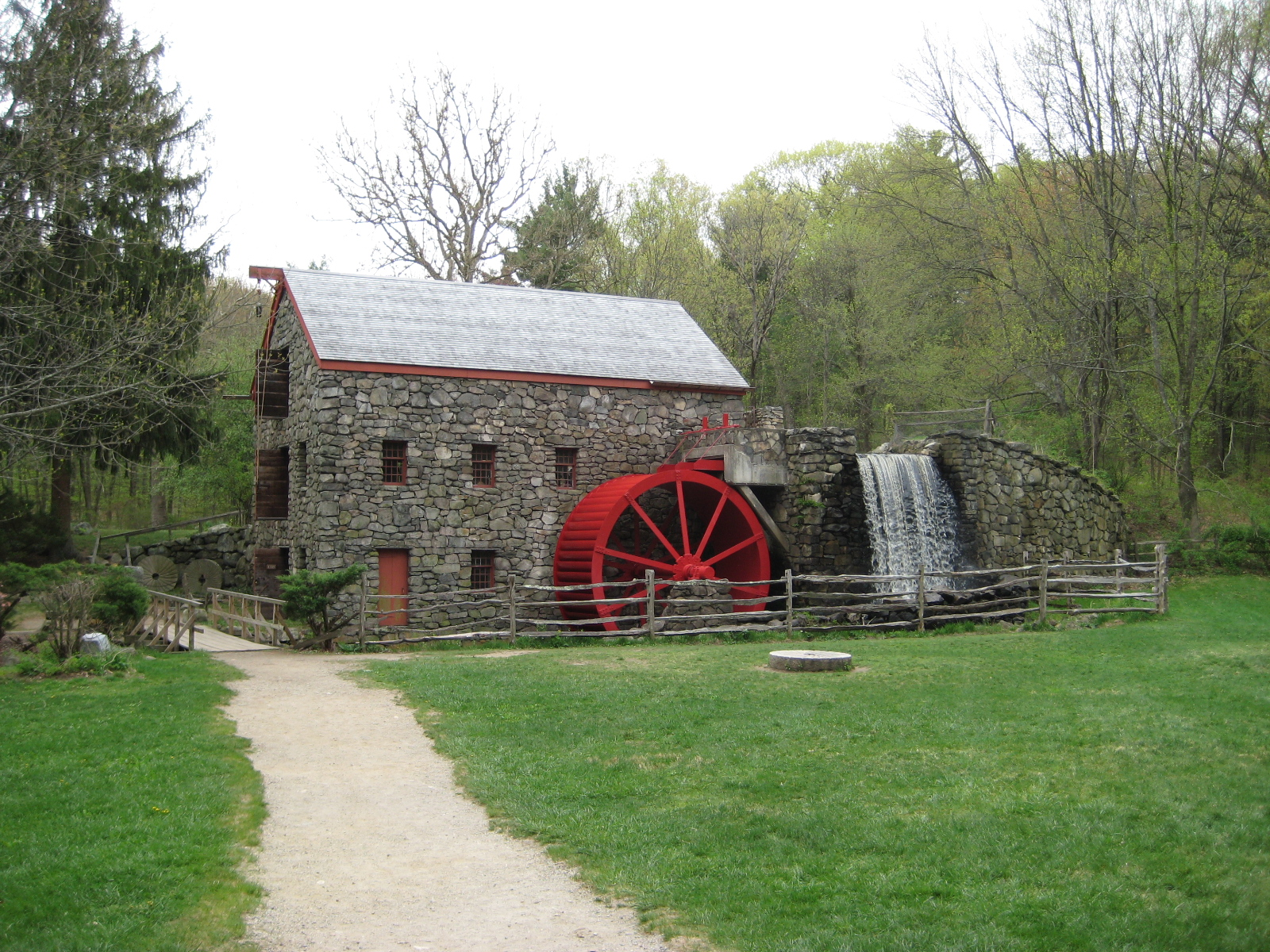
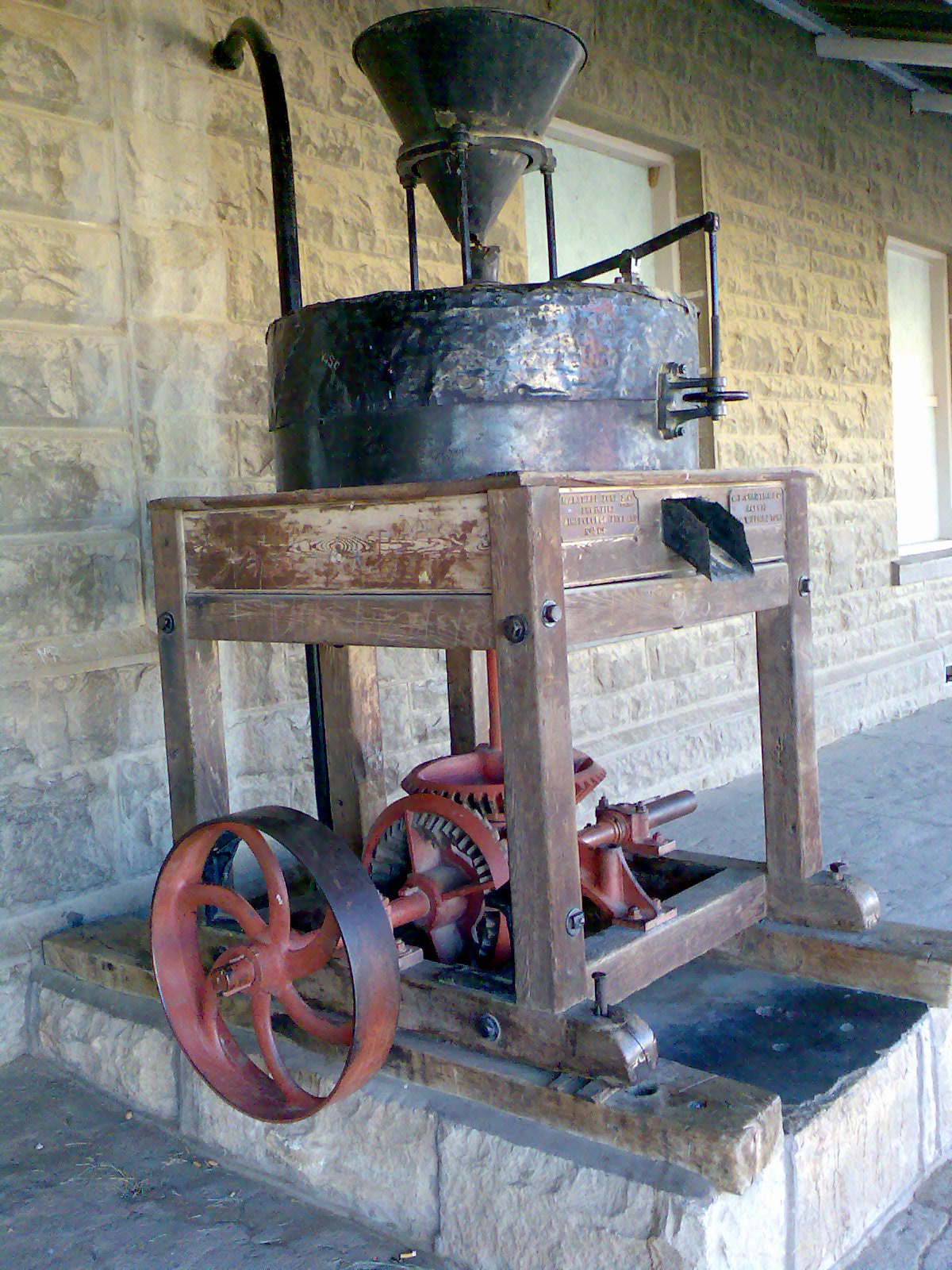
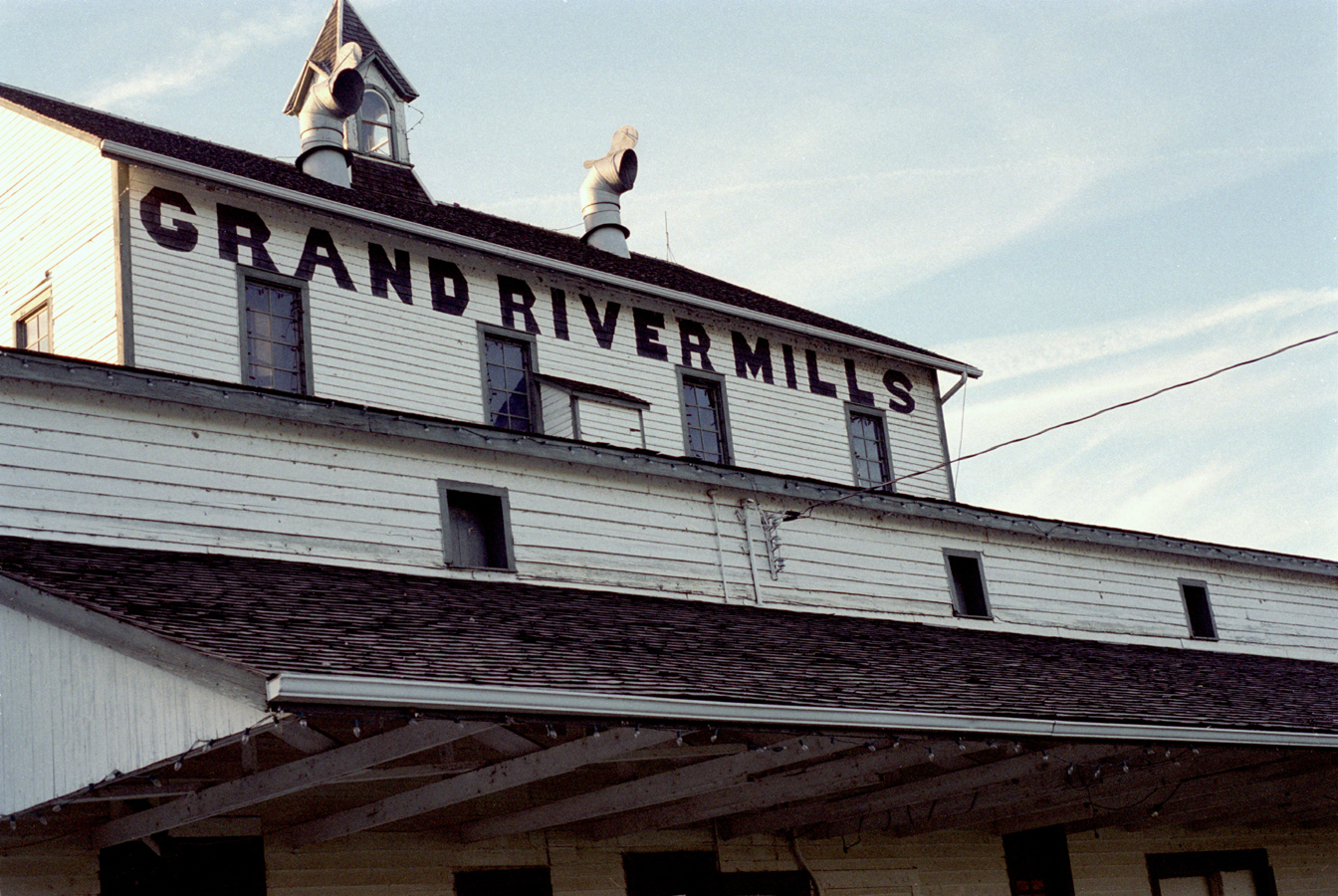
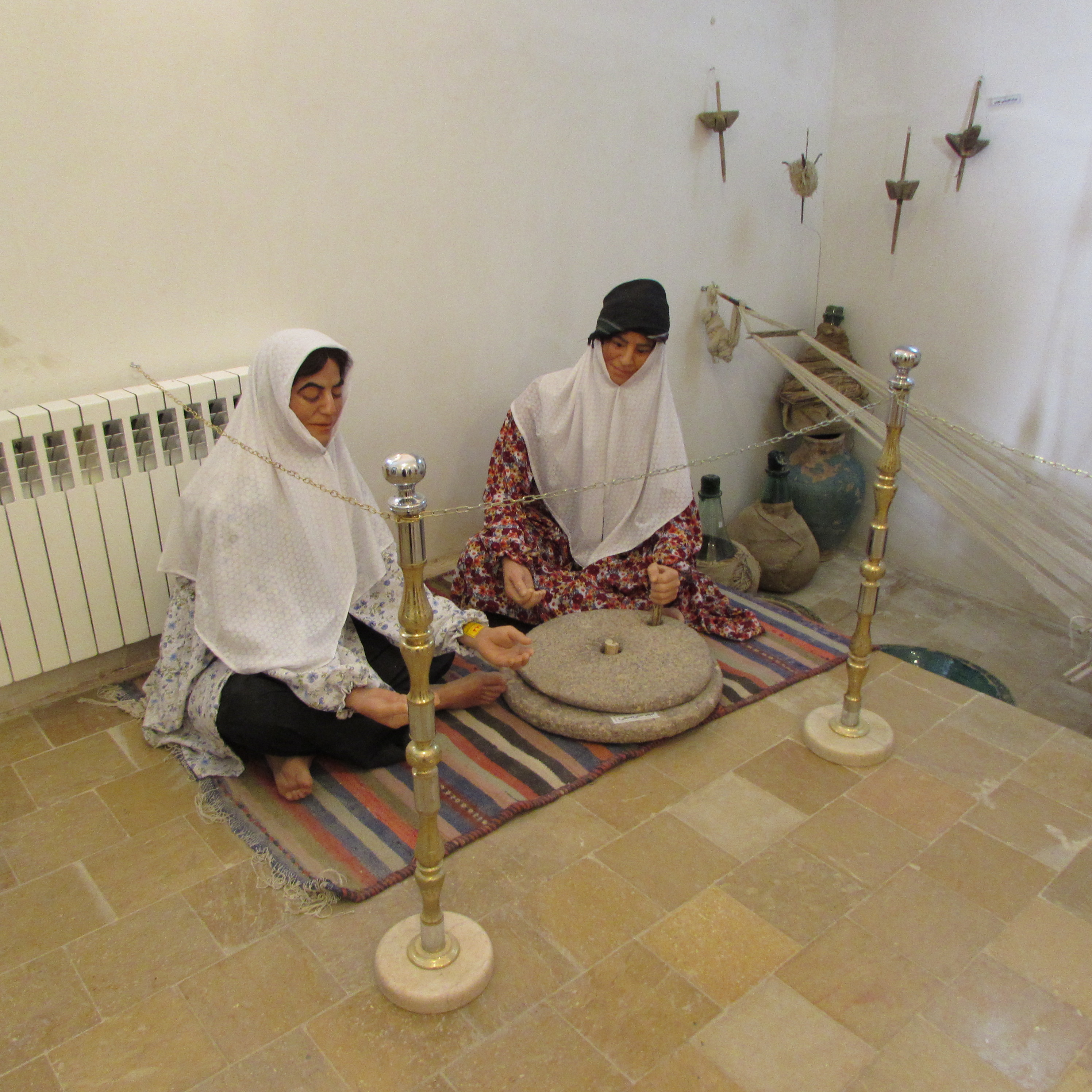
آسیاب دستی در ابرکوه